# Tomáš Vaclík
Tomáš Vaclík (Ostrava, 1989. március 29. –) cseh válogatott labdarúgó, az angol Huddersfield Town játékosa.

## Sikerei, díjai

### Klubcsapatokban
- Sparta Praha
  - Cseh bajnok: 2013–14
- Basel
  - Svájci bajnok: 2014–15, 2015–16, 2016–17
- Sevilla
  - Európa-liga: 2019–20
- Olimbiakósz
  - Görög bajnok: 2021–22

### Válogatott
- Csehország U21
  - U21-es Európa-bajnokság bronzérmes: 2011
- Csehország
  - Kínai kupa bronzérmes: 2018

### Egyéni
- U21-es Európa-bajnokság torna csapat: 2011
- La Liga a hónap játékosa: 2018 november
- Az év cseh labdarúgója: 2018
- Aranylabda (Csehország): 2019